# Robert Mills (architecte)
Pour les articles homonymes, voir Robert Mills et Mills.
Robert Mills (né le 12 août 1781 à Charleston et mort le 3 mars 1855 à Washington DC) était un architecte américain. Il fut l'élève de Benjamin Latrobe et construisit en style néoclassique.

## Réalisations architecturales
- Siège des archives du comté à Charleston, 1821-1822
- église à Richmond en Virginie, 1812
- Lancaster County Courthouse (Caroline du Sud ; 1828)
- Treasury Building à Washington, D.C. (1836-1842)
- Bureau des brevets à Washington, D.C. (1836-1840)
- Poste de Washington, D.C. (1839)
- Obélisque du Washington Monument, dessiné en 1836 et réalisé à partir de 1848
- Colonne de Mount Vernon Place à Baltimore, commencée en 1815 et achevée en 1829